# زنبق مونز
زنبق مونز (نام علمی: Iris munzii) نام یک گونه از سرده زنبق است.